# スペースX CRS-28

SpX-28としても知られるスペースX CRS-28は、2023年6月5日に打ち上げられた国際宇宙ステーション（ISS）への商業補給サービスミッション。このミッションはNASAによって契約され、スペースXがカーゴドラゴンC208を使用して飛行した。これは、NASAのCRSフェーズ2の下でスペースXが運行する8回目の飛行となった。

## カーゴドラゴン
スペースXはカーゴドラゴンを最大5回まで再利用する予定である。カーゴドラゴンは船内の宇宙飛行士を守るために必要なスーパー・ドラコ緊急脱出エンジン、座席、操縦装置および生命維持装置なしで打ち上げられた。ドラゴン2は、ドラゴン1に対して再改修時間を短縮して飛行間隔を短縮するなどの改良が加えられている。
NASAのCRSフェーズ2契約下での新しいカーゴドラゴンカプセルは、フロリダ州東方の大西洋に着水する予定である。

## ペイロード
NASAはCRS-28ミッションのためにスペースXと契約を結んでおり、これに従ってカーゴドラゴンの主要ペイロード、打ち上げ日および軌道パラメーターを決定した。CRS-28ミッションには梱包された与圧貨物1,964 kg (4,330 lb)、非与圧貨物1,340 kg (2,950 lb)の総計3,304 kg (7,284 lb)の貨物が積載された。
- 科学調査： 266 kg (586 lb)
- 宇宙船ハードウェア： 491 kg (1,082 lb)
- 乗組員の補給物資： 1,098 kg (2,421 lb)
- 船外活動装備： 48 kg (106 lb)
- コンピューター資材： 4 kg (8.8 lb)

### ISS伸展式太陽電池アレイ（iROSA）
XTJプライム宇宙太陽電池を使用した3対目の新しい太陽電池アレイ。スペースX カーゴドラゴン宇宙船の非与圧トランクに搭載されてステーションに届けられた。
この新しい太陽電池アレイの設置にはそれぞれにつき2回の船外活動が必要となる。1回目に改造キットを使用して作業場所の準備を行い、2回目で新しいパネルを設置する。

## 研究
NASAグレン研究センターの研究：

### キューブサット
このミッションでは複数のキューブサットが計画された。
SC-ODIN
SC-ODINは、コンコルディア大学で開発され、カナダ・キューブサット・プロジェクト（CCP）構想の一部としてCSAが支援する、学生主導の地球観測ミッション。このミッションの第一の目的は、大気中の浮遊微粒子についてのわれわれの理解を深めることにある。これは気象科学を進歩させるという意味で非常に価値がある気象・エアロゾルモデルの開発に意義がある。3Uサイズのキューブサットは、高性能CMOSセンサー（GomSpace NanoCam）を第1のペイロードとして、アルゼンチンのコルウエ・ウアピ湖とナミビアの沿岸部のカラー画像を撮影する。研究者は砂塵嵐が地球の気象システムにおける役割と影響を研究するために、画像処理技術を用いて、エアロゾルの工学的厚さ（AOD）を抽出することができる。この研究はモントリオール大学との共同で行われる。第2のペイロードには、宇宙船が晒される総イオン化放射線量（TID）をモニターするためのRADDET放射センサーが搭載されている。集められたデータは、地球低軌道（LEO）の放射線環境を特徴づけることにより、さまざまなコンポーネントやハードウェアに対する放射線の影響について人類の理解を深めることになる。

Moonlighter
この3Uサイズのキューブサットは、サイバー・テスト・プラットフォームとしてAerospace Corporation によって設計され、宇宙システム軍団（SSC）および空軍研究所（AFRL）と提携して開発された。その目的は、国家安全保障宇宙コミュニティに軌道上でリアルタイムでテストおよび学習できる機能を提供することで、宇宙サイバーセキュリティを進歩させることにある。2023年夏に配備されると、Moonlighterの最初のミッションは、エアロスペース・ヴィレッジのデフ・コン31で開催される初の軌道上チャレンジを伴うキャプチャー・ザ・フラッグ ハッキング競技会であるHack-A-Sat 4 最終イベントのチャレンジを主催ことである。

RADSAT-SK
RADSAT-SKは、サスカチュワン大学宇宙チーム（USST）、サスカチュワン大学、サスカチュワン・ポリテクニックおよびカナダ宇宙庁の合同プロジェクトで3つの技術的目的を有している。第1の目的は、工学部の教員が開発中の新しいタイプの放射線量計の検証とテストの実施である。この新しいタイプのセンサーは、現在の宇宙グレードの線量計よりもはるかに小型で安価である。プロジェクトの科学者たちは、線量計とともに、宇宙での放射線シールドとしての高濃度メラニンの使用もテストする予定である。この研究はサウスカロライナ大学においても薬学部の教員によって実施されている。最後に、科学チームがサスカチュワン州の画像を宇宙から撮影して同州と共有できることを期待して、RADSAT-SK には地球画像カメラが搭載される予定である。

## 打ち上げとドッキング
CRS-28補給ミッションは、当初は2023年6月4日 16:12:41 UTCの打ち上げが予定されていた。しかしながら、ブースター回収エリアの強風のために、カウントダウンはT-01:49:08に停止され、スペースXはミッションを中止して翌日に延期した。その45分後に、スペースXは新しいT-0が15:47 UTCであることを発表した。ファルコン9ロケットとカーゴドラゴン宇宙船はケネディ宇宙センター39A打ち上げ施設から新しいT-0に離昇した。T+02:38に第1段が分離され、ファルコン9はT+09:05に無人船 A Shortfall of Gravitas に着艦した。カーゴドラゴンはT+12:11に第2段から分離した。
ドラゴンは6月6日火曜日の09:54 UTCに国際宇宙ステーションのハーモニーモジュールにドッキングした。
スペースXは6月7日にTwitter上で、ドラゴン2が軌道上でのべ1,324日を過ごし、スペースシャトル計画全体の宇宙滞在時間を超えたと発表した。スペースXはまた、今回のミッションはドラゴン1とドラゴン2あわせて38回目のISSへのミッションであり、シャトルの37回を上回ったとも発表した。